# Hadrians mur
Hadrians mur (latin: Vallum Hadriani) er en mur og et fæstningsværk af sten og tørv. Den er 120 kilometer lang og ligger omtrent på grænsen mellem England og Skotland.
Hadrians mur blev begyndt år 122 e. Kr. Den er bygget af romerne under kejser Hadrian. 
Formålet var at beskytte det romerske Britannien mod pikternes plyndringstogter fra Skotland og bruge de romerske tropper i andre dele af imperiet. Muren skulle give fred, markere grænsen og skabe økonomisk stabilitet. Muren var nordgrænse for Romerriget gennem det meste af dets tid i Britannien, og den var kejserrigets stærkest befæstede fæstningsværk med 14 grænseforter. Muren fik stor betydning i forbindelse med grænsehandel.
Muren har været på UNESCOs Verdensarvsliste siden 1987.

## Galleri
- Poltross Burn, Milecastle 48, der er bygget på en stejl skråning
- Sycamore Gap Tree, der blev fældet i 2023 i en hærværkshandling (også kendt som "Robin Hood-træet", efter det optrådte i filmen Robin Hood – Den Fredløse)
- Hadrians mur med får
- Rester af et kornlager ved Housesteads, viser søjler under gulvet, der hjalp med ventilation
- En moderne rekonstruktion af en kort del af Hadrians mur ved Vindolanda